# Idrozincite
L'idrozincite o fiore di zinco è un minerale, un idrossicarbonato di zinco.
Il nome deriva dal greco ύδωρ = acqua e zinco, per la sua composizione chimica.
Descritta per la prima volta da Kenngott, assistente al gabinetto di mineralogia dell'Università di Vienna, nel 1853.

## Abito cristallino
Cristalli tabulari appiattiti molto piccoli.

## Origine e giacitura
L'origine è secondaria, si ha soprattutto nelle zone di ossidazione dei giacimenti di zinco (blenda); infatti è proprio la blenda, in presenza di acque contenenti ossigeno disciolto, di solfato ferrico e di carbonati alcalini e trasformarsi in idrozincite. Il minerale è spesso associato a smithsonite ed emimorfite.
La paragenesi è con emimorfite, smithsonite, auricalcite, sfalerite e cerussite.

## Forma in cui si presenta in natura
Si presenta in cristalli, aggregati terrosi, polverulenti, raramente massivi; stalattiti e incrostazioni; anche in masse scagliose o porose. Frequenti anche le concrezioni mammellonari. Il minerale si trova anche in cristalli aghiformi, pisolitici o terrosi.

## Caratteri fisico-chimici
La luminescenza è blu chiara. Fragile, è effervescente negli acidi e decomposto dall'acido cloridrico. Non fonde al cannello; calcinata alla fiamma del becco Bunsen, cede acqua e anidride carbonica, e si trasforma in ossido di zinco. Rispetto alla smithsonite ha meno densità e durezza.
- Peso molecolare: 549, 01 gm[2]
- Scaldata si decompone in una polvere gialla e svolge acqua[1]
- Solubile con effervescenza negli acidi[1]
- Indice di fermioni: 0,02[2]
- Indice di bosone: 0,98[2]
- Fotoelettricità: 99,92 barn/elettrone[2]
- Fosforescenza: ai raggi UV il minerale suscita una luminescenza azzurrognola[1]
- Massima birifrangenza: δ: 0,12[3]
- Dispersione: relativamente forte[3]

## Località di ritrovamento
Nel distretto di Bleiberg-Kreuth, in Carinzia, regione dell'Austria; nella provincia di Santander, in Spagna; a Mina Ojuela, in Messico; in Polonia, Algeria e Stati Uniti d'America.
In Italia si trova in masse concrezionate o compatte in tutti i giacimenti piombo-zinciferi compresi nelle rocce sedimentarie del periodo Triassico, tipo i Piani Resinelli, a Lecco; a Dossena e San Giovanni Bianco, sempre in Lombardia; a Monte Arera e in Val Vedra, nel comune di Oltre il Colle, provincia di Bergamo; alla miniera del Laghetto di Polzone; e alla miniera di Valle Seriana, nei comuni di Oneta, Gorno e Parre; infine, sempre in Lombardia si trova in masserelle compatte nel giacimento idrotermale di fluorite della Torgola, comune di Collio, provincia di Brescia.

Forma incrostazioni bianche sulle pareti delle gallerie della miniera di Monte Naro e della cava in Valle dei Mercanti e Torrebelvicino, in provincia di Vicenza.
Si trova ancora nelle miniere di Monteneve e di Corvara, in Provincia autonoma di Bolzano e a Cave di Predil, in provincia di Udine.
Infine nella miniera di Malfidano, nel comune di Buggeru e nelle miniere San Giovanni, Monteponi e Montecani, nel comune di Iglesias, nella miniera di Sa Duchessa nel comune di Domusnovas.

## Utilizzi
L'idrozincite contiene più del 55% di zinco; quando è presente in concentrazioni consistenti viene sfruttata industrialmente per ottenere zinco metallico.